# Кулхантинг
Кулхантинг — поиск новых трендов и стилей. Термин coolhunting (от англ. cool — классный, крутой и hunting — охота) переводится как «охота за классным, крутым». Термин появился в начале девяностых, был подхвачен пользователями Интернета и закрепился в качестве идентификатора области деятельности части маркетологов, задачей которых стало исследование новых тенденций и предсказание трендов.
Кулхантеры отслеживают появление новых явлений, которые формируются у потенциальных клиентов и пытаются использовать это в производстве товаров и услуг.
Кулхантеры «охотятся» за идеями в самых разных сферах. Главный объект «охоты» — новые течения/направления в молодёжной среде.
Часто в поле внимания кулхантеров попадает всё, что связано с поп‐культурой.
- мода, особенно уличная мода;
- музыка, особенно музыкальные направления, популярные в молодёжной среде;
- кино;
- телевидение;
- молодёжная культура;
- компьютерные игры;
- мобильные технологии, например мобильные телефоны, карманные плееры и т. п.

## Кулхантинг как бизнес

### Кулхантинговые компании
Кулхантинговые компании — это маркетинговые агентства, занимающиеся исследованиями молодёжного сегмента в тех сферах, которые были указаны выше. Затем они компилируют полученные данные и создают отчеты, детально описывающие растущие и исчезающие тренды в молодёжной культуре и дающие предсказания будущих трендов. Затем эти отчеты продаются тем компаниям, чьи продукты нацелены на молодёжный сегмент. Также кулхантинговые компании выступают в роли консультантов. Очень часто их услугами пользуются самые большие корпорации в мире.
Примеры подобных кулхантинговых компаний the youth conspiracy и Look Look.

### «Придворный» кулхантинг
Некоторые компании предпочитают не отдавать подобные исследования на аутсорсинг, а иметь у себя подразделения, занимающееся маркетинговыми исследованиями молодёжного сегмента. Эти подразделения выполняют все те же функции, что и кулхантинговые компании, но их отчеты и собранные данные принадлежат компании и используются только, чтобы продвигать свои продукты. Чаще всего компании предпочитают подобную форму кулхантинга, так как это дает им преимущества в оценке молодёжного сегмента рынка, по сравнению с исследованиями кулхантинговых агентств, которые доступны всем.
Главный пример «придворного» кулхантинга — MTV как подразделение медийного холдинга Viacom.

### Кулхантинг в открытых ресурсах
С появлением в 1998 году trendguide.com, кулхантинг превратился в глобальный он-лайновый проект. trendguide.com — это первая открытая база трендов по стилю жизни, структурированных на основе голосования пользователей, материала загруженного пользователями и их комментариев. Глобальный проект стартовал благодаря швейцарской исследовательской команде под руководством Мишеля Хэнни (Michael Hänni), создавшей глобальную виртуальную сеть кулхантеров. Концепция trendguide.com (демократизация трендов: свободный доступ к трендовым отчетам и базе трендов по всему миру) изменила сформировавшийся трендовый бизнес, который продавал задорого отчеты, созданные несколькими личностями.

## Методы и практика
Кулхантинг — это больше, чем просто маркетинговые исследования в силу самой природы исследуемых субъектов. Подростки часто рассматриваются как сложный сегмент, так как их трудно зацепить навязчивой рекламой и маркетинговыми кампаниями нацеленными на них. Следовательно кулхантерам приходится действовать более скрытыми, неявными методами сбора информации и данных.

### Фокус-группы
Фокус-группы, несмотря на очевидность своего предназначения — для сбора информации, очень популярны среди кулхантеров, так как они дают возможность непосредственно взглянуть на мысли и чувства целевой группы.
Определяемые характером исследования, методы сбора информации во время фокус-группового интервью могут быть достаточно общими — вопросы о стиле жизни, о молодёжной культуре, и более специфичными — предлагающими сравнить конкретные бренды и выявляющие, какие из брендов им больше нравятся.
Участники фокус-группы обычно получают или денежное вознаграждение, или какие-то подарки.

### Скрытый кулхантинг
Зачастую кулхантеры выискивают среди целевой аудитории лидеров мнений или законодателей моды. И нанимают их для того, чтобы они были скрытыми кулхантерами, которые тайно собирают информацию среди своих знакомых и рапортуют нанимателю о своих находках. Этот метод кулхантинга достаточно популярен, так как он обеспечивает взгляд на целевую группу в её естественной «среде обитания».

### Он-лайновый кулхантинг
Существует огромное разнообразие методов организации он-лайнового маркетингового исследования. Примером является онлайновая панель, по завершении которой участники получают призы и денежные вознаграждения. Иногда кулхантеры участвуют в чатах и веб-коммьюнити прикидываясь представителями целевой аудитории и тайно собирают информацию.

### Анти-кулхантинг (uncoolhunting)
Антикулхантинг — активно продвигается кулхантерами. Само понятие родилось благодаря деятельности сайта\журнала The UnCoolHunter. Анти-кулхантинг имеет отношение к поиску, каталогизированию, объяснению и затем публикации заключений, которые не связаны с сиюминутной модой и массовой культурой. Это деятельность по исследованию социальных маргинальностей, трэша, кича, эксцентричного, фрикового, претенциозно дешевого, недизайнерского, сюрреалистичного, гиперреалистичного, бестолкового, непрофессионального и ненаучного.